# Loxioides bailleui
Il palila o crociere hawaiiano (Loxioides bailleui Oustalet, 1877) è un uccello passeriforme della famiglia Fringillidae.

## Etimologia
Il nome scientifico della specie, bailleui, venne scelto in omaggio all'allora ambasciatore francese alle Hawaii Étienne Théodore Ballieu, il cui cognome venne però erroneamente trascritto da Oustalet in Bailleu.
Il nome comune di questi uccelli, palila, viene dalla lingua hawaiiana e rappresenta un'onomatopea del loro verso: esso sembrerebbe essere noto fra i nativi anche come ʻōʻū poʻopapale (ʻōʻū dal cappuccio).

## Descrizione

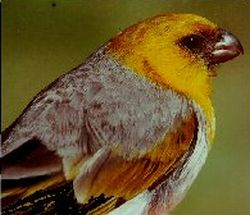
Profilo di un maschio.

### Dimensioni
Misura 15–19 cm di lunghezza, per 37-39 g di peso.

### Aspetto
L'aspetto di questi uccelli può ricordare quello del ciuffolotto delle pinete, paffuto e robusto, con ali appuntite, forti zampe e becco tozzo, robusto e dalle punte leggermente incrociate.

Il piumaggio presenta dimorfismo sessuale: nei maschi, infatti, testa e petto sono di colore giallo con presenza di una mascherina più scura fra becco ed occhi, i fianchi ed il ventre sono bianchi, dorso e ali sono di colore grigio (queste ultime con remiganti nere sfumate di verde oliva, stesso colore della coda), ed il codione è nero. Le femmine, invece, presentano livrea più sobria, dominata dai toni del bruno, con giallo cefalotoracico appena accennato. In ambedue i sessi, il becco è grigio-nerastro, le zampe sono dello stesso colore (con decise sfumature giallastre sulle piante) e gli occhi sono bruni.

## Biologia
Si tratta di uccelli dalle abitudini diurne, che tendono a non allontanarsi mai da un singolo grande albero, percorrendolo in lungo e in largo alla ricerca di cibo specialmente di buon mattino e al tramonto, mentre durante il giorno essi alternano periodi di attività con lunghi stazionamenti fra i rami: essi vivono in coppie o in piccoli gruppi, tenendosi sporadicamente in contatto con un caratteristico richiamo di tre sillabe che frutta loro il nome comune di palila. Il folklore nativo vuole che il sentire ripetutamente il verso dei palila in pieno giorno sia un segnale di pioggia imminente.

### Alimentazione

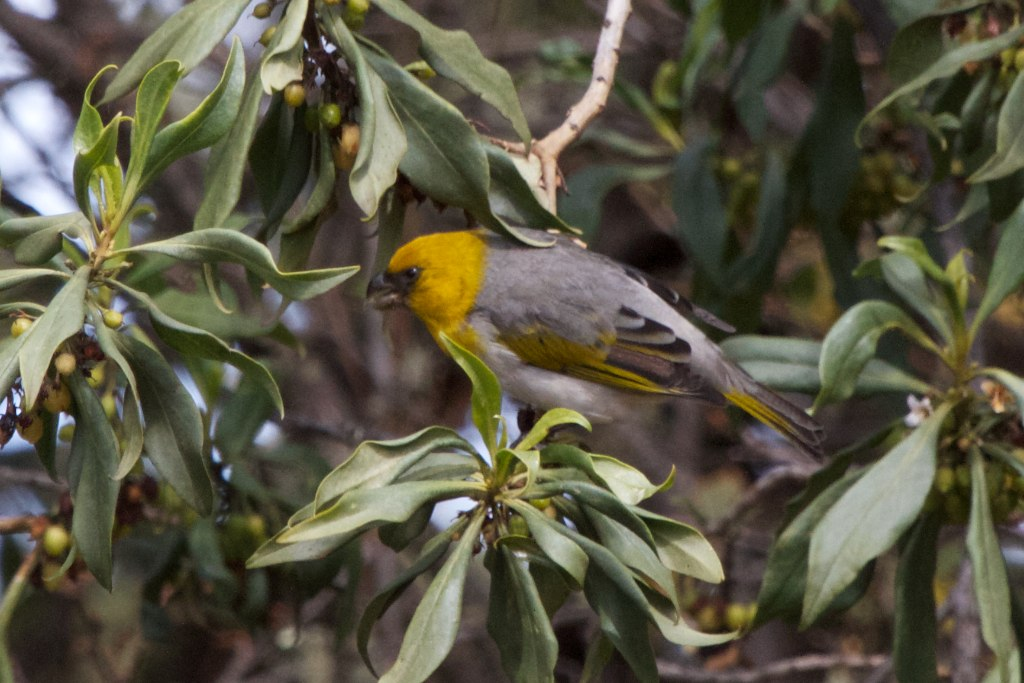
Esemplare si nutre su un ramo.

La dieta dei palila è essenzialmente granivora. Il becco di questi uccelli è perfettamente adattato ad aprire i baccelli delle Fabales e ad estrarne i semi, in particolare quelli ancora immaturi del māmane dei quali questi uccelli si nutrono quasi esclusivamente. Nel nutrirsi, il palila si serve di una delle zampe per trattenere il baccello, mentre col becco lo forza per esporne i semi: sempre servendosi del becco, tenendo il seme longitudinalmente in bocca e senza staccarlo dal baccello aperto esso ne intacca la buccia (dal sapore amaro) e con la lingua estrae la morbida porzione interiore, della quale si nutre. I palila tendono a nutrirsi partendo dalle cime degli alberi, e spostandosi gradualmente giù per i rami: i semi di māmane contengono concentrazioni molto alte di alcaloidi a base di chinolizidina, che ucciderebbero animali di taglia comparabile a quella del palila in pochi minuti, ma ai quali questi uccelli sembrano del tutto immuni. Probabilmente essi si nutrono di semi ad un grado di germinazione tale da contenere una minore concentrazione di sostanze tossiche, ed inoltre è stato notato che essi tendono ad evitare determinati alberi in determinati periodi, tuttavia non è ancora chiaro se vi sia un legame fra questo comportamento e la concentrazione di alcaloidi.
Oltre che dei semi di māmane, i palila possono mangiare anche fiori, germogli e giovani foglie di questa pianta: essi possono inoltre nutrirsi anche di alimenti di origine animale, in particolar modo bruchi delle falene Cydia e Uresiphita polygonalis. Questi uccelli sono stati inoltre osservati mentre si nutrivano delle bacche di uciuva, una pianta introdotta, e dei frutti del naio.

### Riproduzione
La stagione riproduttiva va da febbraio a settembre, quando le piogge permettono una congrua maturazione dei baccelli di māmane, in mancanza dei quali questi uccelli non si riproducono. I palila sono uccelli monogami, le cui coppie tendono ad essere stabili negli anni: i maschi, durante il periodo degli amori, corteggiano le femmine mediante voli rituali composti da parti planate ed altre svolazzate, oltre ad emettere un canto basso e gradevole, diverso dai consueti richiami trisillabici.
Il nido, a forme di coppa, viene costruito dalla femmina intrecciando a forma di coppa in maniera non troppo serrata fibre vegetali provenienti dagli alberi di māmane o dalle epifite su di essi presenti, e servendosi di licheni e foglie per foderarne l'interno, dove depone solitamente due uova. La femmina cova da sola le uova, col maschio che stazione nei pressi del nido e si occupa di trovare cibo per entrambi: l'incubazione dura circa tre settimane, ed i pulli (ciechi ed implumi alla schiusa) vengono nutriti da ambo i genitori con cibo rigurgitato per circa un mese, quando possono dirsi indipendenti. Durante l'allevamento della prole, i palila si servono principalmente di cibo di origine animale, in particolar modo bruchi delle falene Cydia e Uresiphita polygonalis, anch'esse strettamente associate agli alberi di māmane, le sostanze velenose contenute nei quali i nidiacei non sono probabilmente ancora in grado di tollerare: tali bruchi, tuttavia, possiedono un sapore particolarmente cattivo a causa delle alte concentrazioni di fenoli in essi contenute, al quale i palila sembrerebbero del tutto indifferenti, in quanto percorrono distanze anche considerevoli per reperirli e darli in pasto ai pulli.

## Distribuzione e habitat

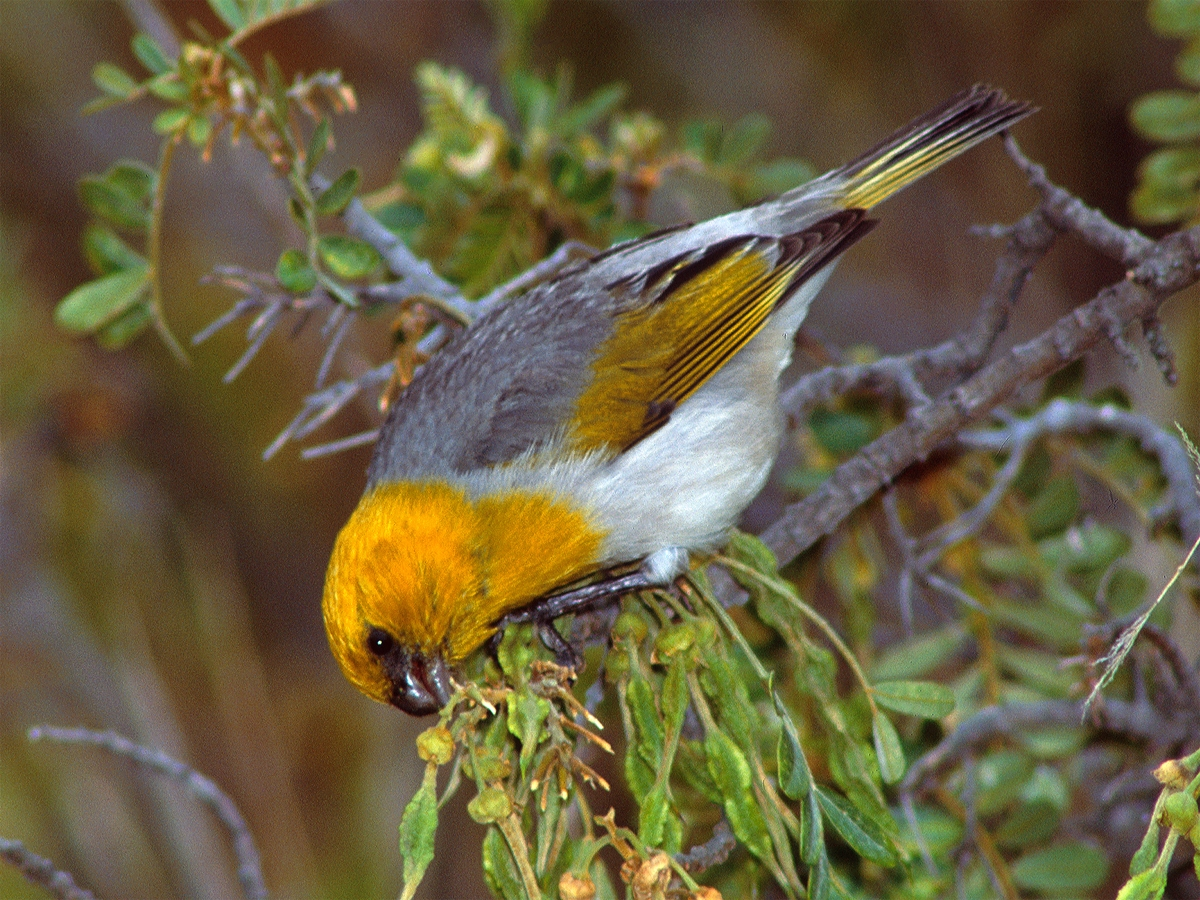
Esemplare su un māmane: i palila sono intimamente legati a questi alberi per la loro sopravvivenza.

Il palila è endemico dell'isola di Hawaii, dove popola le alture del Mauna Kea fra i 2000 d i 2900 m di quota.
Lhabitat di questi uccelli è rappresentato dalle aree alberate con presenza o prevalenza di alberi di māmane, sia sotto forma di foresta secca che di semplici macchie alberate all'interno ambienti prativi e cespugliosi in quota.

## Conservazione
Fino alla fine del XIX secolo, il palila era ben diffuso e abbondante su tutta l'isola di Hawaii, popolando sia il Mauna Kea che le alture nord-occidentali del Mauna Loa e quelle orientali dell'Hualālai, anche al di sotto dei 1000 m di quota. Già ai primi del XX secolo la specie cominciò a mostrare segni di diminuzione, che in breve divennero un vero e proprio crollo demografico, al punto che nel 1944 si dubitava che ne fossero rimasti esemplari ancora in vita.

L'11 marzo 1967, la specie venne classificata come in pericolo dall'United States Fish and Wildlife Service, e nel 1975 la popolazione globale di questi uccelli veniva stimata in 1614 esemplari, presenti sul solo Mauna Kea, in un areale pari a circa il 10% di quello originario della specie: le minacce per questi uccelli provengono essenzialmente dall'alterazione dell'habitat e dalle specie introdotte, che ne alterano lo spazio vitale ed introducono malattie, come il vaiolo aviario e la malaria aviaria, trasmessi mediante le zanzare (favorite in questo dalla creazione di pantani da parte di maiali e capre rinselvatichiti) e alle quali tutti i drepanidini hawaiani si sono dimostrati estremamente sensibili, tanto che la maggior parte delle specie sopravvissute (fra cui il palila) si sono ritirate sulle alture, dove le zanzare vettrici di malattie non possono raggiungerle.
Nel 1978 sono state varate campagne di abbattimento selettivo delle specie aliene di ungulati della zona, le quali hanno dato buoni frutti, tanto che il numero di questi uccelli fra il 1978 ed il 1986 è salito da 1584 a 5685 esemplari maturi, il 72% dei quali concentrato sul versante occidentale del Mauna Kea. Le stime aggiornate al 1997 parlano di 4396 individui adulti, diffusi su un areale di circa 78 km²: per questo motivo, il palila è classificato dall'IUCN come "specie in pericolo critico" di estinzione.